# Грин, Джессика
Джессика Лорен Грин (англ. Jessica Lauren Green; род. 11 февраля 1993, Тасмания) — австралийская актриса

 и модель. Наиболее известна по роли Кики в телесериале «Неземной сёрфинг» и по роли Талон в телесериале «Аванпост».

## Биография
Родилась 11 февраля 1993 года в штате Тасмания, Австралия.
Джессика начала карьеру модели в 14 лет. Она известна как лицо и представитель многих крупных австралийских брендов, таких как: Lorna Jane, Triumph Australia, Cellini, Sin Eyewear и Oscar Oscar Hairdressers1.

## Карьера
В 2010 году Джессика Грин впервые снялась в подростковом сериале «Неземной сёрфинг», где ей досталась главная роль девушки по имени Кики. Продюсер сериала Джонатан М. Шифф требовал полную отдачу на съёмках, и Джесс приходилось кататься на лошадях и заниматься серфингом. В 2013 году Грин снялась в музыкальном клипе у Коди Симпсон на песню «Pretty Brown Eyes». После дебютного проекта «Неземной сёрфинг», Джесс снялась в нескольких фильмах и сериалах, таких как «Восход», «Красный залив», «Пираты Карибского моря: Мертвецы не рассказывают сказки» и «Эш против зловещих мертвецов». В 2017 году Грин получила главную роль Клеопатры во втором сезоне сериала «Римская империя: Власть крови». В начале 2018 году Джессика получила главную роль Талон в телесериале «Аванпост».
В 2019 году Джессика Грин присутствовала на 45-й Сатурнской премии в историческом клубе Avalon Hollywood, Лос-Анджелес, представляя телесериал Аванпост, который был номинирован на лучший фэнтезийный телесериал 2019 года, проиграв «Игре престолов».

## Фильмография
| Год       |    | Русское название                                        | Оригинальное название                            | Роль                             |
| --------- | -- | ------------------------------------------------------- | ------------------------------------------------ | -------------------------------- |
| 2012      | с  | Неземной сёрфинг                                        | Lightning Point                                  | Кики                             |
| 2014      | ф  | Восход                                                  | Rise                                             | Эмбер                            |
| 2016      | ф  | Красный залив                                           | Red Billabong                                    | Ребекка                          |
| 2017      | тф | Грязный, чистый и промежуточный                         | Dirty, Clean, & Inbetween                        | Лаура                            |
| 2017      | ф  | Пираты Карибского моря: Мертвецы не рассказывают сказки | Pirates of the Caribbean: Dead Men Tell No Tales | Горожанка                        |
| 2016—2018 | с  | Сценические мамы                                        | Stage Mums                                       | Саму себя / Помощник по кастингу |
| 2018      | с  | Эш против зловещих мертвецов                            | Ash vs Evil Dead                                 | Лексс                            |
| 2018      | с  | Римская империя: Власть крови                           | Roman Empire: Reign of Blood                     | Клеопатра?                       |
| 2018—2020 | с  | Аванпост                                                | The Outpost                                      | Талон                            |
| 2023      | ф  | Air: Большой прыжок                                     | Air                                              | Кэтрина Сайнц                    |